# إرنست أ. فيني جونيور
إرنست أ. فيني جونيور (بالإنجليزية: Ernest A. Finney, Jr.)‏ هو محامي وقاضي أمريكي، ولد في 23 مارس 1931 في سميثفيلد في الولايات المتحدة، وتوفي في 3 ديسمبر 2017 في كولومبيا في الولايات المتحدة.